# M/S Emma Mærsk

Storleksjämförelse av några av världens största fartyg. Uppifrån och ner: Knock Nevis, Emma Mærsk, RMS Queen Mary 2, MS Berge Stahl, och USS Enterprise.

M/S Emma Mærsk var när hon byggdes världens största containerfartyg, tillsammans med sitt systerfartyg M/S Eugen Mærsk. Fartyget ägs av A.P. Møller Mærsk Group, och går i trafik för Maersk Line. Fartyget är byggt vid Lindövarvet i Odense och har fått sitt namn efter Arnold Mærsk Mc-Kinney Møllers avlidna hustru Emma och blev döpt den 12 augusti 2006 av Ane Mærsk Mc-Kinney Uggla. Rederiet uppger fartygets kapacitet till 11 000 TEU:s. Jungfruresan gick av stapeln den 7 september 2006 då fartyget lämnade Århus.

## Konstruktion
Fartyget är byggt av Odense Staalskibsværft vid Lindövarvet i Munkebo, Odense, Danmark. Det var planerat att fartyget skulle levereras i juli 2006, men i juni utbröt en brand ombord orsakat av en svetsloppa, vilket orsakade stor skada på överbyggnaden och delar av maskinrummet. Färdigställandet blev därför försenat ett par månader, och kostnaderna ökade med ett tresiffrigt miljonbelopp.
Fartyget är utrustat med en huvudmaskin med 14 cylindrar. Motorn är en tvåtakts dieselmaskin som utvecklar 80 100 kW (108 920 hästkrafter) Wärtsilä 14RT-Flex96c, är 13,5 meter hög och 27 meter lång och väger 2 300 ton. Utöver detta finns fem stycken mindre maskiner, Caterpillar 8M32, som tillsammans utvecklar 29 416 kW eller 40 000 hästkrafter, och dessa används främst för att kunna förse 1 000 containrar med el för kylning eller uppvärmning. Något som skiljer fartyget från många äldre är färgen som skrovet är målat med under vattenlinjen. Det är en kiselbaserad färg som sägs minska fartygets motstånd i vattnet, och ska på sätt kunna spara 1 200 ton bränsle om året.
Fartyget är döpt efter Emma McKinney-Møller, Mærsk McKinney-Møllers fru, som gick bort i december 2005. Gudmor till fartyget är Ane Mærsk McKinney Uggla, dotter till Emma McKinney-Møller och Arnold Mærsk McKinney-Møller, och dopet skedde den 12 augusti 2006. Rederiet har tidigare haft ett fartyg med samma namn, ett tankfartyg som var i drift under 1990-talet.
Fartyget avgick från varvet vid Munkebo den 16 augusti. På grund av sin storlek i förhållande till den relativt lilla Odense Fjord blev fartyget bogserat med aktern först ut ur fjorden med hjälp av åtta bogserbåtar. Fartyget hade ingen last ombord vid tillfället, vilket gjorde att propellern var väl synlig ovan vattenytan. Trots detta vägde fartyget ändå 60 000 ton och hade ett djupgående på sju meter. Efter två timmars bogsering hade fartyget lämnat fjorden och kunde bunkra bränsle från ett tankfartyg innan en veckas seglats med tester påbörjades.

## Dimensioner
Fartyget är cirka 397 meter långt och 56 meter brett, vilket motsvarar cirka fyra fotbollsplaner efter varandra, dödvikten ligger på 156 907 ton. Trots dess storlek krävs endast en säkerhetsbesättning på 13 man.
Officiellt uppger rederiet fartygets kapacitet till 11 000 TEU (tjugofotscontainrar), rederiet är dock känt för att uppge högst konservativa tal. I branschen gissar man på att den faktiska kapaciteten ligger nångonstans mellan 13 000–15 000 TEU, däribland 1 000 kyl/värmecontainrar. Fartyget lastar 22 containrar i bredd och 8 på höjden. Osäkerheten gällande kapaciteten kan härröra från att rederiet utgått från så kallade high-cube-containrar.
Osäkerheten gällande kapacitet kan också bero på att Mærsk beräknar kapacitet utifrån en vikt på 14 ton per container, i detta fall stämmer det att där är plats för 11 000 containrar. Andra rederier beräknar kapaciteten utifrån hur många containrar som fysiskt får plats, oavsett vikten.
Det dittills största fartyget Xin Los Angeles har en dödvikt på 115 000 ton och en kapacitet på 9 580 TEU, 18 container på bredden. Mærsk-Møller-gruppens största containerfartyg hittills lastar 9 120 TEU.

## Bruk
Fartyget går i trafik mellan Europa och Asien. Jungfruresan avgick från Århus den 12 september 2006 och sedan vidare via Göteborg, Rotterdam, Suezkanalen till Hongkong. Maskinrummet vattenfylldes i februari 2013 vid Suez, och hon låg i Palermo för reparation därefter.

## Framtiden
Fartyget är det första i en serie nya som Lindövarvet ska leverera till rederiet. Ytterligare sju fartyg skall byggas utöver detta kanske 4 till byggs, totalt i serien i så fall 12 fartyg. I avtalet finns också möjlighet att bygga fartyg som är större än Emma Mærsk.
Rederiets konkurrent Hanjin Shipping har också planer på att gå in på marknaden för stora containerfartyg över 10 000 TEU. Rederiets fartyg kommer att byggas av Samsung Heavy Industries.
Maersk Line är en del av A.P. Møller Mærsk Group - koncernen och står bakom projektet Worlds largest ship. Fartyget som heter Triple-E, är världens största fartyg (2013) och kan bära 18 000 (TEU) behållare. Triple-E kommer att vara enorm och för att få en uppfattning, kan man föreställa sig att om samtliga behållare ställs i rad på ett tåg, skulle det här tåget vara 110 km långt.
Tio Triple-E klass fartyg beräknas kunna gå i trafik mellan 2013 och 2015. Vart och ett av dessa fartyg är 400 meter långa och 59 meter breda och utrustade med ett värmeåtervinningssystem för avfall. Varje fartyg kommer att kunna spara upp till 10 % av energin som förbrukas. Detta motsvarar i genomsnitt en årlig elförbrukning av 5 000 europeiska hushåll.